# Колесник, Владимир Давыдович
Владимир Давыдович Колесник — советский хозяйственный, государственный и политический деятель, Герой Социалистического Труда.

## Биография
Родился в 1902 году в селе Сеньково. Член КПСС с 1927 года.
С 1914 года — на хозяйственной, общественной и политической работе. В 1914—1961 гг. — батрак, в РККА, заведующий избой-читальней, заведующий районным земельным отделом, председатель сельского кооператива, председатель сельского Совета, заместитель начальника политотдела совхоза имени 17-го Партсъезда, второй секретарь Близнюковского, первый секретарь Краснокутского райкома ЛКСМУ, первый секретарь Подгаецкого райкома КП(б) Украины, участник Великой Отечественной войны, представлялся к званию Героя Советского Союза, в штабе Харьковского, Киевского военного округов, первый секретарь Купянского райкома КП(б) Украины, первый секретарь Близнюковского райкома Компартии Украины.
Указом Президиума Верховного Совета СССР от 26 февраля 1958 года присвоено звание Героя Социалистического Труда с вручением ордена Ленина и золотой медали «Серп и Молот».
Умер в Близнюках после 1985 года.